# Il flauto magico (film 1978)
Il flauto magico è un mediometraggio d'animazione italiano a tecnica mista del 1978, diretto da Giulio Gianini ed Emanuele Luzzati, basato sull'omonimo singspiel del 1791 musicato da Wolfgang Amadeus Mozart, su libretto di Emanuel Schikaneder.

## Trama
La storia è introdotta da una scena dal vivo in cui un attore che interpreta Papageno presenta la storia; tali sequenze tornano più volte durante il film con lo scopo di riassumere la vicenda e presentare il punto di vista di Papageno.
In una selva, il principe Tamino è inseguito da un terribile drago. Vengono in suo soccorso tre dame, seguaci della Regina della Notte, che eliminano la bestia. L'uccellatore Papageno, che ha assistito alla scena, si presenta a Tamino e millanta di essere l'uccisore del drago. Il principe vede poi l'effigie di Pamina, figlia della Regina, e se n'innamora all'istante. Compare la Regina che si lamenta per l'assenza della figlia.
Le tre fanciulle incaricano Tamino di affrontare Sarastro, mago nemico della Regina della Notte, e Papageno di liberare Pamina, tenuta prigioniera nel palazzo del moro Monostato. Per aiutarli danno al principe un flauto magico e all'uccellatore una miracolosa girandola con campanelli. 
Papageno riesce nell'impresa. Tamino, per giungere da Sarastro, attraversa una selva oscura e placa le bestie feroci col suono del suo flauto. Al momento in cui sta per incontrare finalmente Pamina, accompagnata da Papageno, compare Sarastro col suo seguito di sacerdoti, che impone al principe delle prove. La Regina della Notte vede i suoi piani complicarsi e s'infuria; vorrebbe che la figlia uccidesse Sarastro col pugnale che le ha dato.
Tamino supera tutte le prove (l'ultima assieme a Pamina) e la Regina della Notte, vistasi sconfitta, è costretta a ritirarsi nel suo mondo d'oscurità, con Monostato che era passato dalla sua parte. Sarastro benedice l'unione dei due giovani; l'unico scontento, a questo punto, è Papageno, triste per la mancanza di una compagna. Questa (una “Papagena”) viene evocata dal suono delle campanelle.

## Colonna sonora
La colonna sonora è costituita da una registrazione dei Berliner Philharmoniker, con direttore Karl Böhm e coro RIAS-Kammerchor diretto da Günther Arndt, effettuata nel 1964.

### Interpreti
- Evelyn Lear: Pamina
- Roberta Peters: Regina della Notte
- Fritz Wunderlich: Tamino
- Dietrich Fischer-Dieskau: Papageno
- Franz Crass: Sarastro
- Hildegard Hillebrecht: I Dama
- Cveta Ahlin: II Dama
- Sieglinde Wagner: III Dama
- Friedrich Lenz: Monostato
- Rosl Schwaiger: I Fanciullo
- Antonia Fahberg: II Fanciullo
- Raili Kostia: III Fanciullo

### Brani dell'opera inclusi nel film[1]

#### I Atto
1. Ouverture 3.20
2. Zu Hilfe! Zu Hilfe! (Tamino) 2.38
3. Dies Bildnis bezaubernd schön 1.05
4. O zittre nicht, mein lieber Sohn (Regina della Notte) 2.56
5. Hm! hm! hm! hm! (Papageno, Tamino, Tre Dame) 0.52
6. Der Vogelfänger bin ich ja (Papageno) 1.55
7. Aria delle Tre Dame (Papageno, Tamino, Tre Dame) 0.59
8. Du feines Täubchen, nur herein (Monostato) 1.40
9. Schnelle Fuesse, rascher Mut (Pamina, Papageno) 2.21
10. Zum Ziele führt dich diese Bahn (Tre Fanciulli) 2.14
11. Wie stark ist nicht die Zauberton (Tamino) 2.12
12. Es lebe Sarastro! Sarastro Lebe! (Coro) 0.59

#### II Atto
1. O Isis und Osiris (Sarastro) 2.37
2. Alle fühlt der Liebe Freuden (Monostato) 0.44
3. Der Hölle Rache kocht in meinem Herzen (Regina della Notte) 2.01
4. Seid uns zum zweiten mal Wilkommen (Tre Fanciulli) 1.04
5. Tamino mein, o welch ein Glück (Pamina) 2.59
6. Nur stille, stille, stille, stille! (Monostato) 2.22
7. Papagena! Papagena! (Papageno) 2.38

## Distribuzione
Dopo aver aperto il Salone Internazionale dei Comics il 29 ottobre 1978, il film è stato trasmesso dalla Rete 2 Rai la sera della vigilia di Natale dello stesso anno.

## Riconoscimenti
Il film vinse il Premio Referendum della Critica al Salone Internazionale dei Comics del 1978 come miglior lungometraggio animato.